# Terjat
Terjat település Franciaországban, Allier megyében. Lakosainak száma 181 fő (2022. január 1.). Terjat Arpheuilles-Saint-Priest, Marcillat-en-Combraille, Mazirat, La Petite-Marche, Saint-Genest és Sainte-Thérence községekkel határos.

## Népesség
A település népessége az elmúlt években az alábbi módon változott:
| Lakosok száma | 303  | 244  | 238  | 220  | 216  | 219  | 196  | 182  | 181  | 181  |
|               | 1968 | 1982 | 1990 | 2006 | 2013 | 2015 | 2017 | 2019 | 2020 | 2022 |